# دوروثي ميتكالف
دوروثي ميتكالف (بالإنجليزية: Dorothy Metcalf-Lindenburger)‏ (و. 1975 – م) هي رائدة فضاء، ومُدرسة من الولايات المتحدة الأمريكية . ولدت في كولورادو سبرينغس، كولورادو .

## ريادة الفضاء
شاركت في المهمات الفضائية:
- STS-131.